# Инфомършъл
Инфомършъл (на английски: infomercial), първоначално информършъл (informercial), е термин в телевизионната реклама. Понякога е заместван от термините teleshopping (в Европа) и paid programming.
Този неологизъм е съставен от израза information commercial, където commercial (съкратено от television commercial) означава рекламно телевизионно предаване. На български език не се използва, рядко (и неточно) се превежда като „информационна / информативна реклама“.
Според тълкуватели на термина този вид реклама има за цел да „информира“ потенциалните купувачи за предлаганите продукти или услуги, като някои дори я разграничават от „убеждаващата“ реклама.
Първоначално инфомършълите са предназначени за времевия период след полунощ, от 00.00 до 06.00 сутринта, извън пиковото време за реклами. Времетраенето е обикновено около 30 минути, но може да бъде в диапазон от 15 до 60 минути. По-кратките реклами могат да съдържат текст, изписан върху видео-фона, като номер на телефон, уебсайт и друга информация.
Макар че първоначално терминът е използван за рекламни телевизионни предавания, днес понякога се отнася за каквато и да е презентация (често на видео), която представя обилна информация, внушаваща благоприятно възприемане. Както и в други случаи на настоятелно представяне и пропаганда, може да се възприеме като преувеличаваща качествата на предлаганите стоки или услуги и скриваща важни но неудобни факти.
Секторът на инфомършълите се оценява на повече от 200 млрд. щатски долара по данни от 2014 г.